# Giuseppe Piermarini

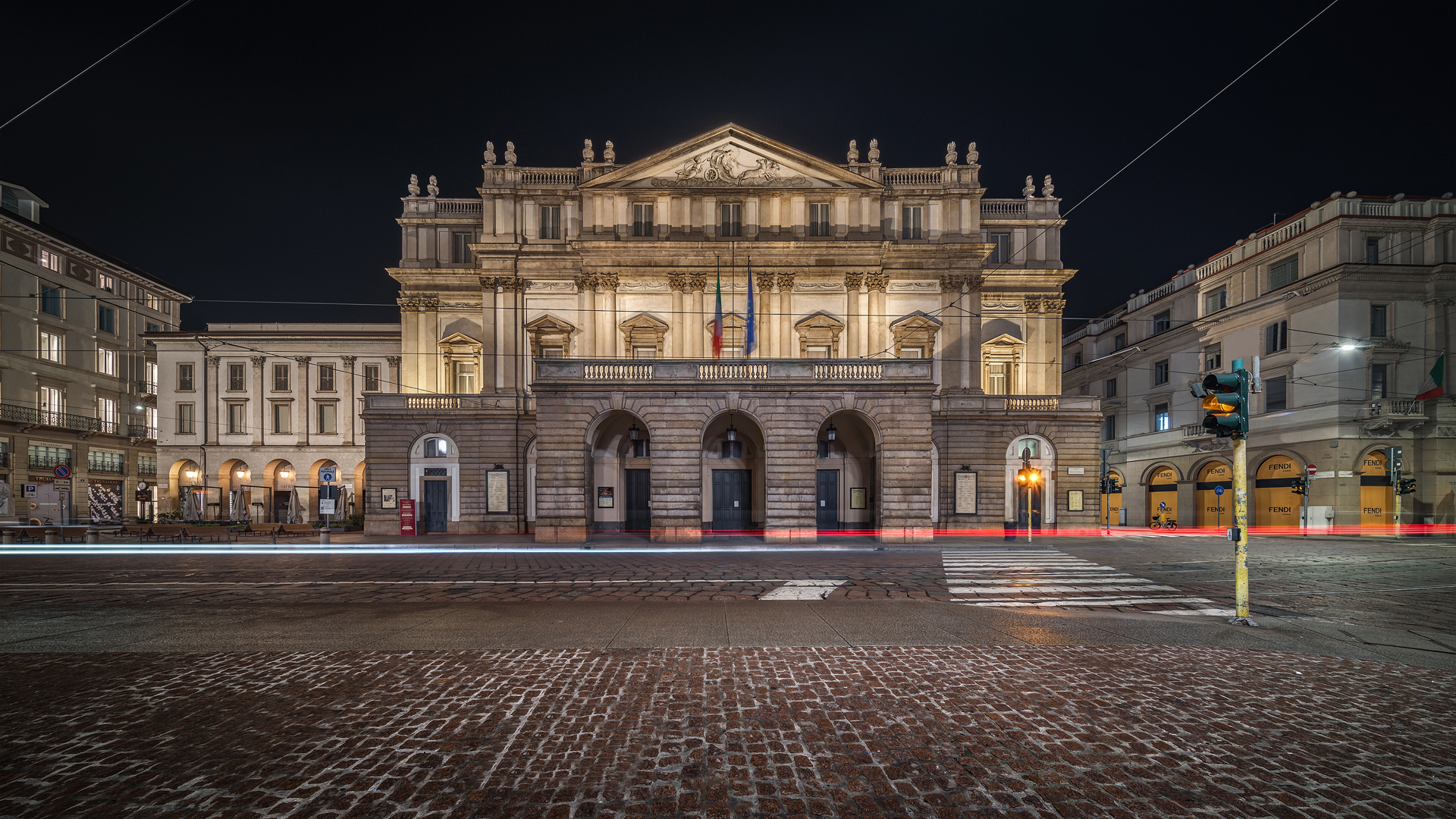
El Teatro de la Scala de Milán.

Giuseppe Piermarini (Foligno, 18 de julio de 1734 - ibídem, 18 de febrero de 1808) fue un arquitecto italiano de la segunda mitad del siglo XVIII, autor del Teatro de la Scala en Milán y de la Villa real de Monza, entre otras obras destacadas.

## Obra
Piermarini construyó un gran número de obras, de entre las cuales las más conocidas son:
- Palacio Greppi de Milán (1772-1778)
- Palacio Belgioioso (1772-1781)
- Palacio Real de Milán (1773-1778)
- Teatro de la Scala de Milán (1776-1778)
- Villa ducal de Monza (1776-1780)
- Iglesia de los Santos Gervasio y Protasio de Parabiago (1780).

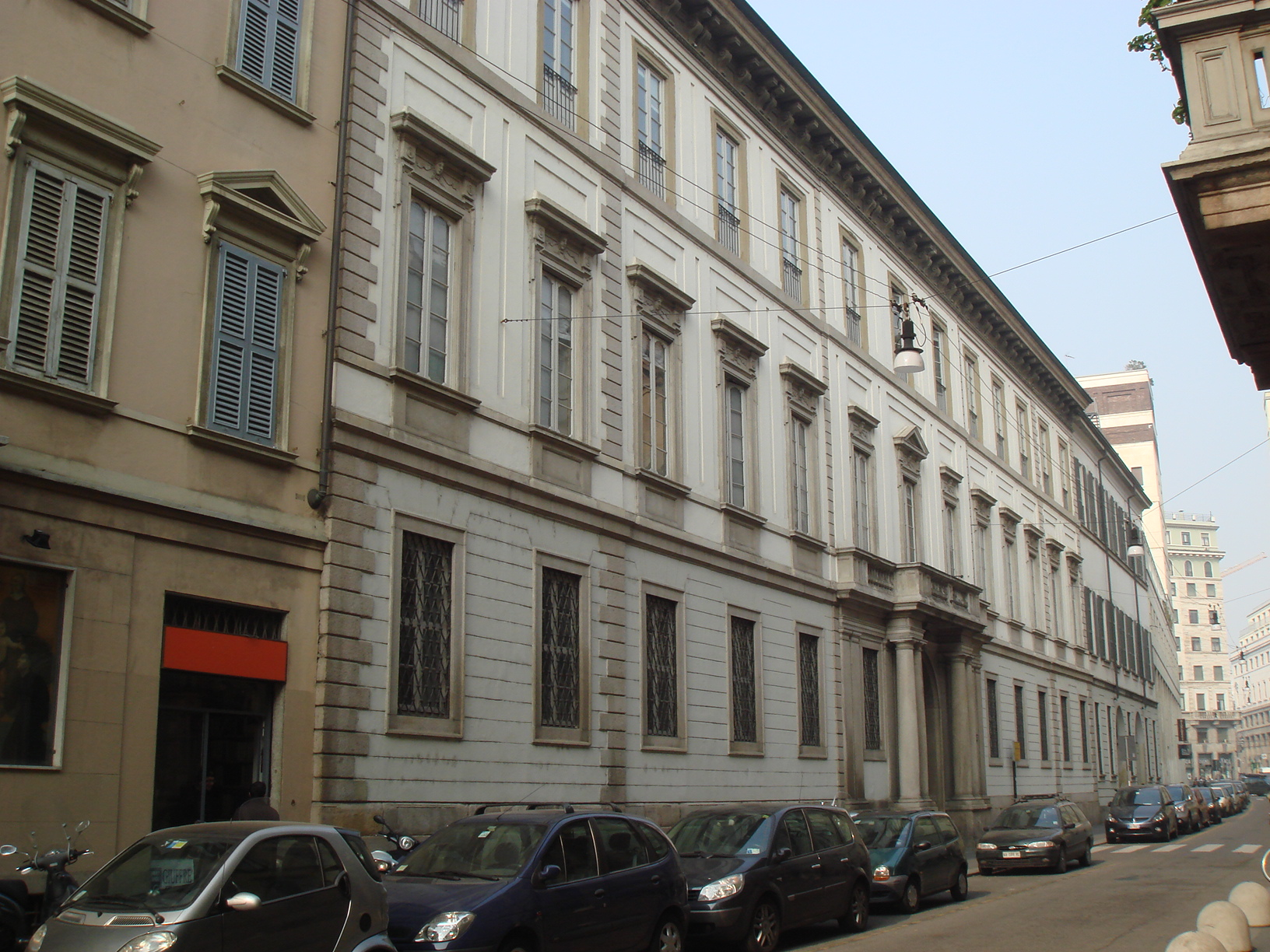
Palacio Greppi (1772-1778)
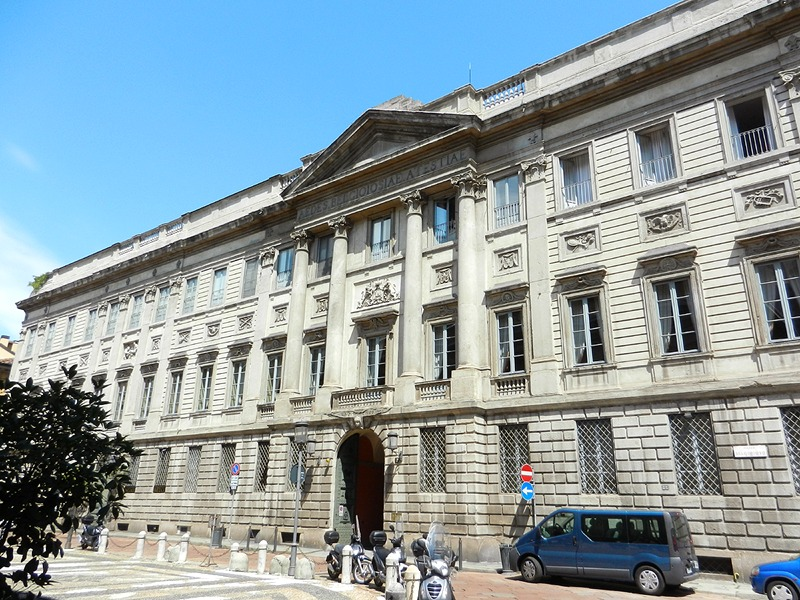
Palacio Belgioioso (1772-1781)
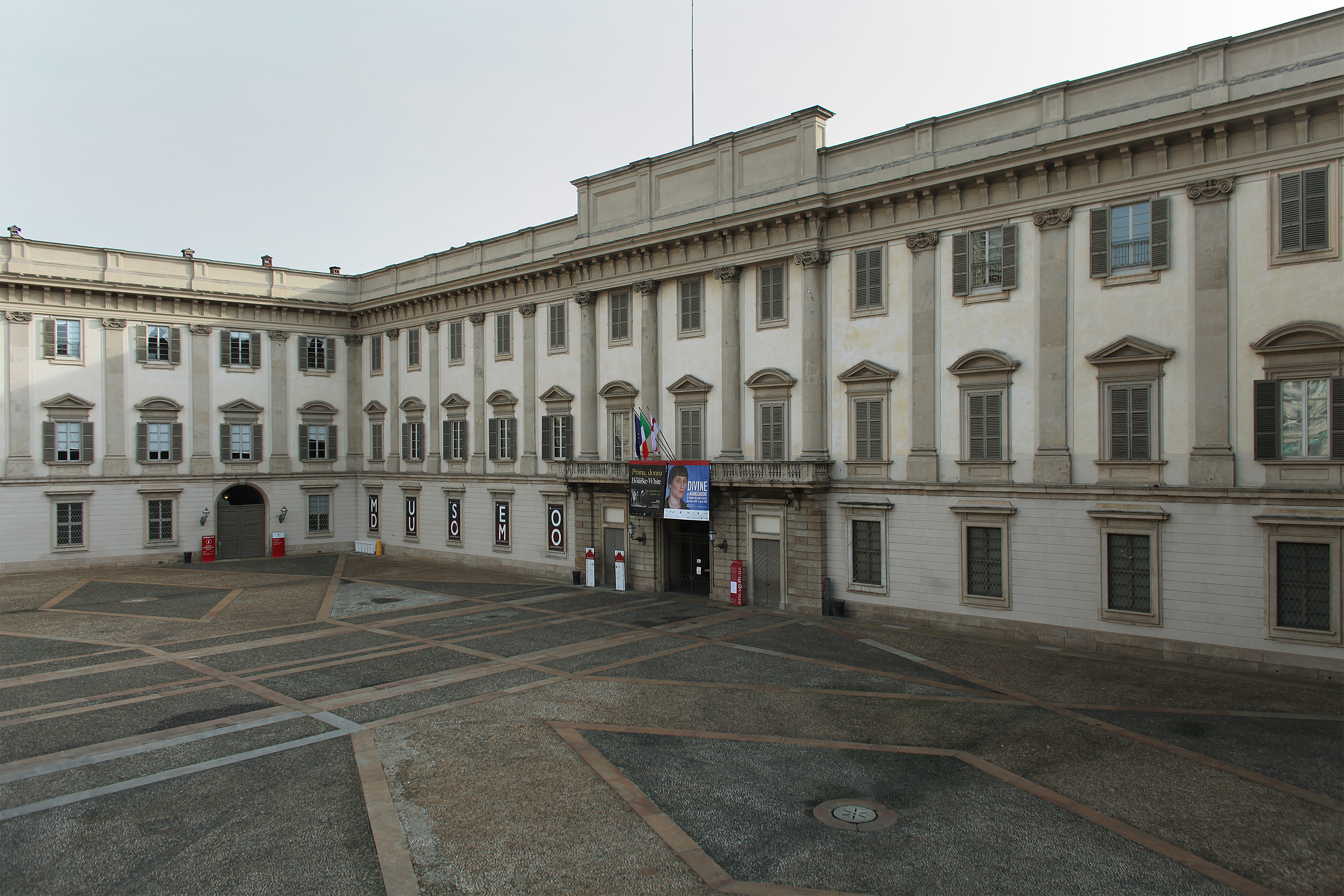
Palacio Real de Milán (1773-1778)
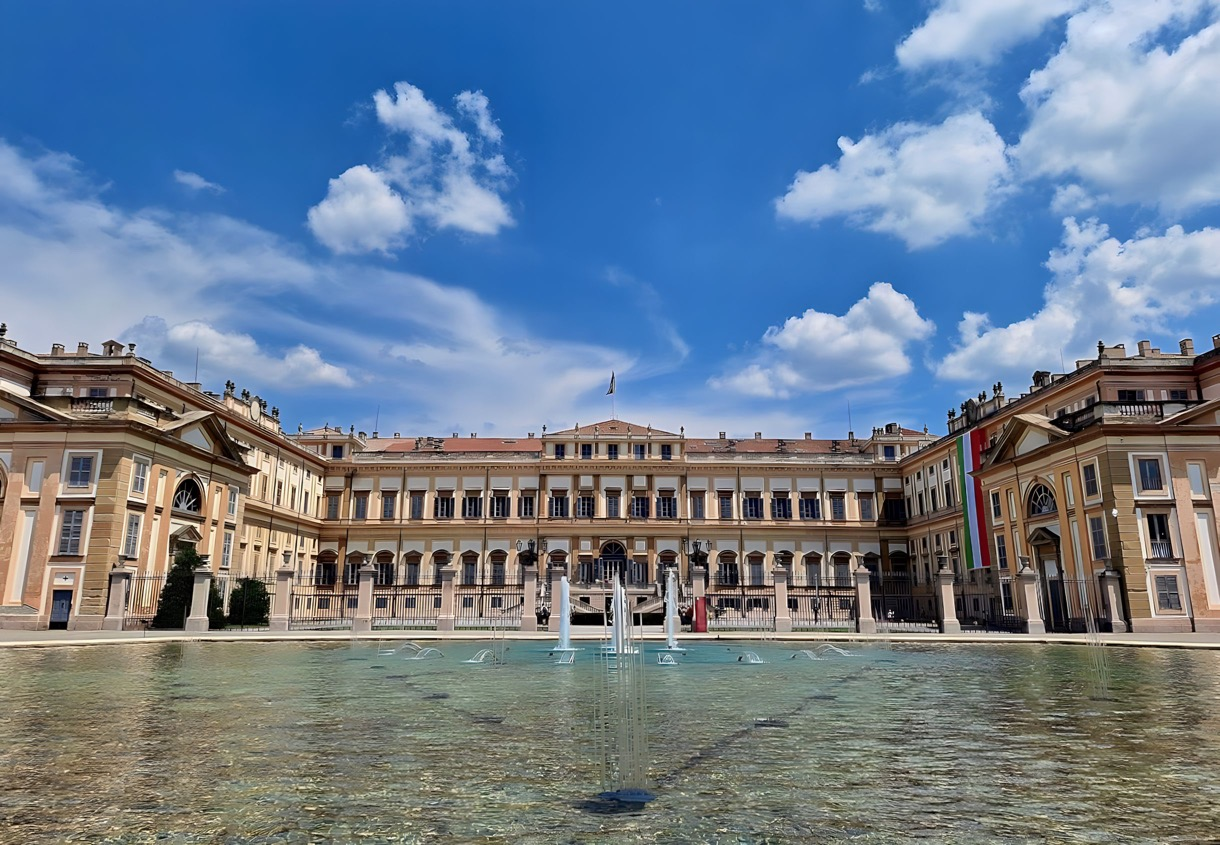
Villa ducal de Monza (1776-1780)